# Edgar Cardona Quirós
Edgar Cardona Quirós (1917-12 de enero de 2001) fue un militar y político costarricense. Ejerció el cargo de Ministro de Seguridad durante el gobierno revolucionario de la Junta Fundadora de la Segunda República. Se le conoce por haber dirigido en 1949 el Cardonazo, un fallido intento de golpe de Estado contra el presidente de facto José Figueres Ferrer.
Estuvo casado en dos ocasiones; la primera con Olga Soto Duque-Estrada, de ese matrimonio nació su hija Flora Cardona Soto. Posteriormente, en diciembre de 1946 contrajo matrimonio con Teresa Sievert Abée, del cual nacieron sus hijos Roberto y Sigrid Cardona Sievert.
Cardona combatió en el Movimiento de Liberación Nacional durante la Guerra Civil de Costa Rica de 1948, es decir, en las fuerzas revolucionarias sublevadas contra el gobierno de Teodoro Picado Michalski y sus aliados "caldero-comunistas". Tras el triunfo de los primeros, Cardona es nombrado Ministro de Seguridad del gobierno fáctico presidido por José Figueres Ferrer. 
Aunque la revolución del 48 fue en parte como reacción contra las reformas de izquierda impulsadas por los gobiernos emanados del Bloque de la Victoria, Figueres realizaría, sin embargo, una serie de reformas sociales de tendencia socialista, como la nacionalización bancaria y el aumento de los impuestos a los grandes capitalistas, lo que causó que sectores conservadores de la oligarquía instigaran a Cardona a rebelarse. Así, el 2 de abril de 1949, Edgar Cardona junto a varios militares, toma por las armas el Cuartel Bellavista y exige la dimisión del gobierno. No obstante el gobierno actúa rápidamente y sitia el cuartel, así mismo contaba con soldados leales en el interior del mismo. A las tres de la tarde los sublevados se rinden. Hubo nueve muertos.
Cardona falleció el 12 de enero de 2001 a los 83 años de edad, víctima de un cáncer terminal. Se encuentra enterrado en el Cementerio Montesacro en la localidad de Curridabat.